# 地方旅遊活動

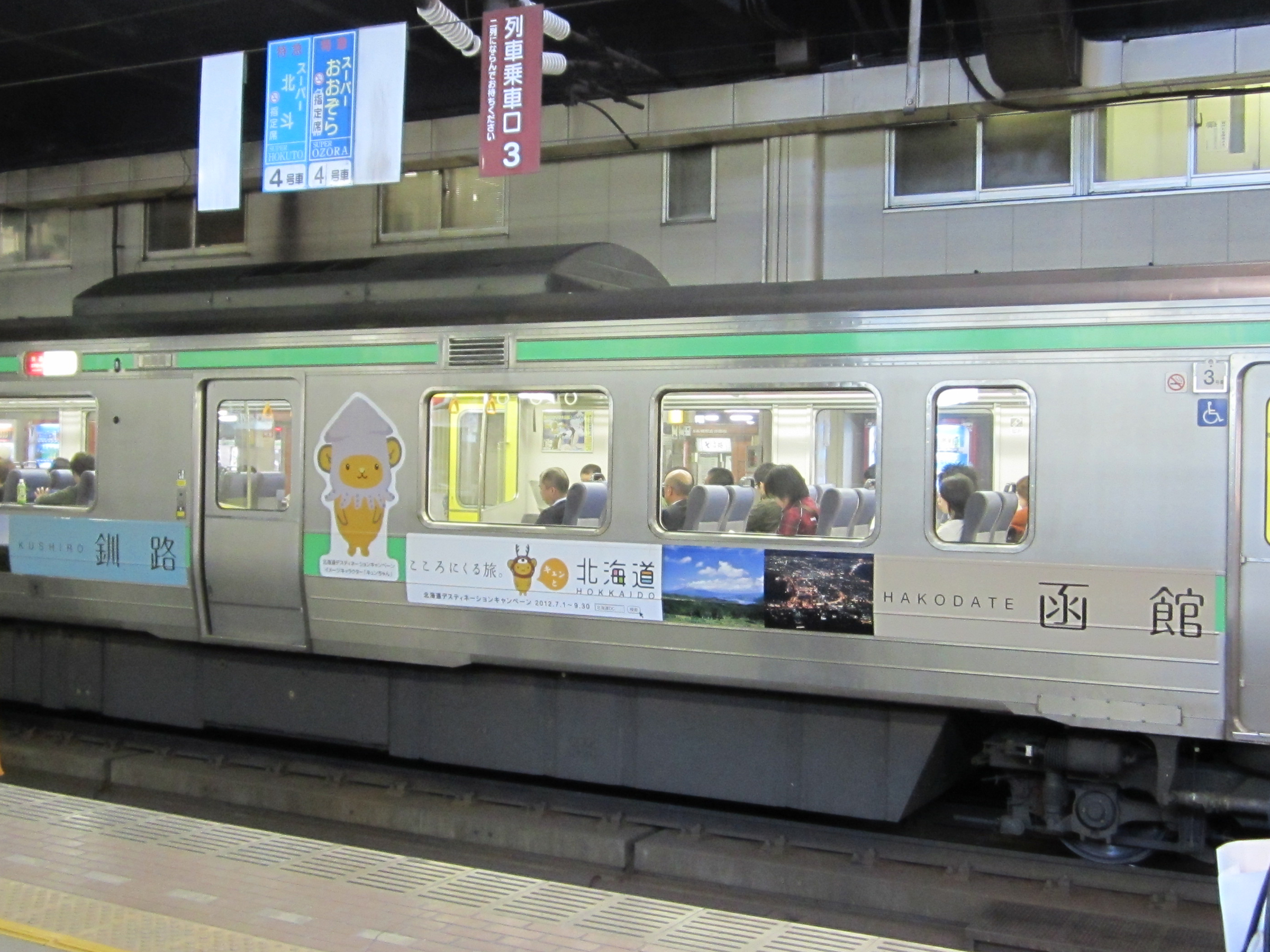
車身上張貼了2012年「北海道DC」宣傳海報的JR北海道列車。

地方旅遊活動（簡稱為DC），是由日本的JR集團所屬之六家客運鐵路公司——北海道旅客鐵道、東日本旅客鐵道、東海旅客鐵道、西日本旅客鐵道、四國旅客鐵道與九州旅客鐵道，與日本各地的地方自治體、當地的觀光業者所共同合作進行的一系列大型觀光推廣活動，以便吸引以東京為主、居住在大都會地區的居民或來自外國的觀光客，搭乘JR的火車前往各地參訪，帶動地方經濟開發。
地方旅遊活動承襲自日本國鐵時代，其最早的起源可以回溯到1978年（昭和53年）時，日本國鐵與和歌山縣共同舉辦的「閃耀紀州路」（きらめく紀州路），是個舉辦超過40屆以上、歷史悠久的觀光推廣活動。